# Campylopus galapagensis
Campylopus galapagensis là một loài rêu trong họ Dicranaceae. Loài này được J.-P. Frahm & Sipman mô tả khoa học đầu tiên năm 1978.